# إميليانو إيبارا
إميليانو إيبارا (بالإسبانية: Emiliano Ibarra)‏ هو دراج أرجنتيني، ولد في 20 يناير 1982 في Carcarañá ‏ في الأرجنتين.

## وصلات خارجية
- إميليانو إيبارا على موقع الاتحاد الدولي للدراجات (الإنجليزية)
- إميليانو إيبارا على موقع أرشيف الدراجات (الإنجليزية)
- إميليانو إيبارا على موقع إحصائيات الدراجات الإحترافية (الإنجليزية)